# Préfecture d'Aichi
Pour les articles homonymes, voir Aichi (homonymie).
 (octobre 2016).
Si vous disposez d'ouvrages ou d'articles de référence ou si vous connaissez des sites web de qualité traitant du thème abordé ici, merci de compléter l'article en donnant les références utiles à sa vérifiabilité et en les liant à la section « Notes et références ».
La préfecture d'Aichi (愛知県, Aichi-ken) est une préfecture du Japon située dans la région du Chūbu.

## Géographie

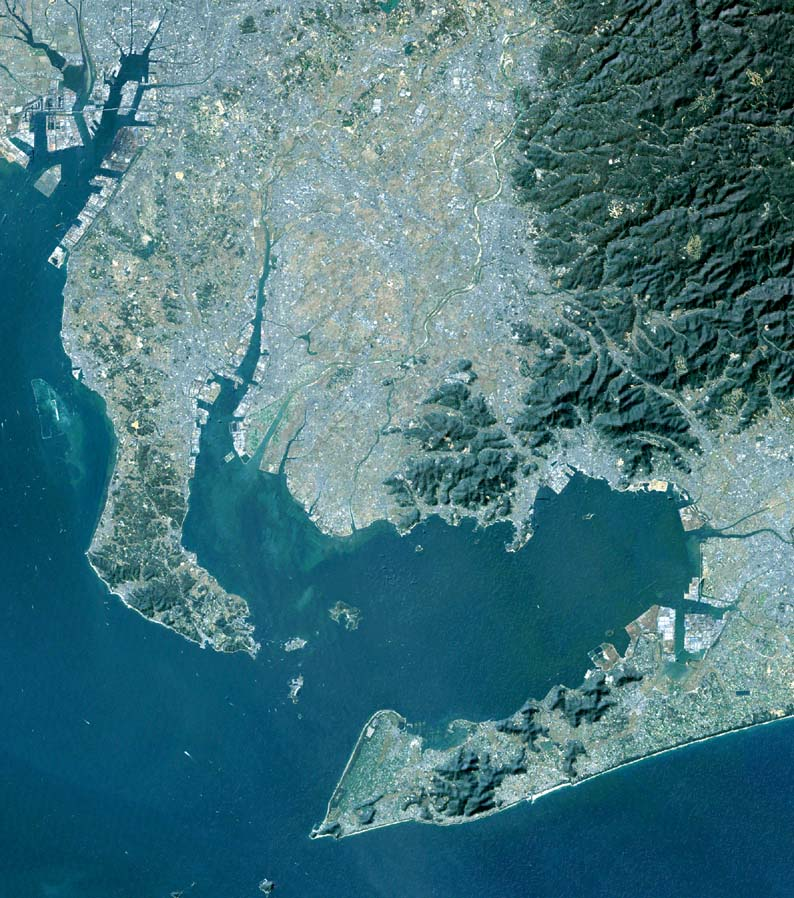
Photographie satellite de la préfecture.

La préfecture d'Aichi est située au centre de la côte sud de l'île de Honshū, dans la région du Chūbu et plus particulièrement dans celle du Tōkai. Elle donne sur la baie d'Ise à l'ouest et la baie de Mikawa au centre, dans l'océan Pacifique. S'étendant sur 5 164,57 km2, soit 1,4 % de l'ensemble du territoire japonais, elle est la 27e préfecture la plus étendue.
Sa population est de 7 404 150 habitants (février 2009), ce qui en fait la quatrième préfecture la plus peuplée du Japon derrière la métropole de Tokyo, le gouvernement d'Osaka et la préfecture de Kanagawa, pour une densité de 1 433,6 habitants/km2. La capitale préfectorale et plus grande ville est Nagoya, ville désignée par ordonnance gouvernementale subdivisée en seize arrondissements, les autres villes importantes de la préfecture étant Seto et Toyota : l'aire urbaine de Nagoya (la troisième du Japon) s'étend sur la quasi-totalité de la préfecture, voire dans les collectivités voisines, et fait partie de la mégalopole japonaise. Elle est située au cœur du Tōkaidō, axe historique et majeur de communication et de transports reliant Tokyo à Osaka-Kobe-Kyoto en longeant la côte Pacifique.
Aichi est bordée des préfectures de Gifu et Nagano au nord, Shizuoka à l'est et Mie à l'ouest. Sa côte est constituée de deux péninsules, Chita au sud-ouest et Atsumi au sud-est, qui enserrent la baie de Mikawa. Pour sa plus grande part, elle est recouverte de plaines arrosées de plusieurs fleuves, séparées entre elles par un réseau de collines et plateaux servant de contreforts aux Alpes japonaises.
Tout d'abord, l'extrémité sud de la plaine de Nōbi (qui s'étend au nord dans la préfecture de Gifu et constitue la deuxième plaine du Japon en superficie après celle du Kantō) arrosée par la Kiso-gawa marque la limite occidentale de la préfecture, dominée par le centre urbain de Nagoya, autour de la baie d'Ise. Viennent ensuite les collines d'Owari et la péninsule de Chita, et au-delà la vaste plaine d'Okazaki et son dense bassin hydrographique (surtout marqué par les fleuves Yahagi et Sana), le tout étant recouvert par les faubourgs et les banlieues industrielles de l'agglomération de Nagoya. Au nord et à l'est de cette plaine centrale s'étalent les plateaux de Mikawa, moins denses (à l'exception du pôle automobile de Toyota, siège de la firme du même nom), formant ainsi une sorte de rupture dans l'étalement urbain. Celui-ci reprend dans l'extrémité orientale de la préfecture, séparée en deux par la Toyo-gawa : au nord les plateaux de Shitara et de Yana/Yumihari, au sud la plaine de Toyohashi et la péninsule d'Atsumi. Le point culminant est le Chausuyama, avec une altitude de 1 415 m, seule véritable montagne des Alpes japonaises à se trouver à Aichi, elle accueille d'ailleurs la seule station de ski de la préfecture.

### Subdivisions
La préfecture est divisée en 38 villes (市, shi) et 7 districts (郡, gun).

#### Villes (市,shi)
Liste des villes (市, shi) de la préfecture d'Aichi, ainsi que des arrondissements (区, ku) de Nagoya.
| - Aisai - Ama - Anjō - Chiryū - Chita - Gamagōri - Handa - Hekinan - Ichinomiya - Inazawa - Inuyama - Iwakura - Kariya - Kasugai - Kitanagoya - Kiyosu - Komaki - Kōnan - Miyoshi - Nagakute | - Nagoya - Atsuta-ku - Chikusa-ku - Higashi-ku - Kita-ku - Meitō-ku - Midori-ku - Minami-ku - Minato-ku - Mizuho-ku - Moriyama-ku - Naka-ku - Nakagawa-ku - Nakamura-ku - Nishi-ku - Shōwa-ku - Tempaku-ku | - Nishio - Nisshin - Okazaki - Ōbu - Owariasahi - Seto - Shinshiro - Tahara - Takahama - Tokoname - Tokai - Toyoake - Toyohashi - Toyokawa - Toyota - Tsushima - Yatomi |

#### Districts (郡,gun)
Liste des sept districts (郡, gun) de la préfecture d'Aichi, qui comprennent quatorze bourgs (町, cho ou machi) et deux villages (村, son ou mura), Tobishima et Toyone.
| - District d'Aichi - Tōgō - District d'Ama - Kanie - Ōharu - Tobishima - District de Chita - Agui - Higashiura - Mihama - Minamichita - Taketoyo | - District de Kitashitara - Shitara - Tōei - Toyone - District de Nishikasugai - Toyoyama - District de Niwa - Fusō - Ōguchi - District de Nukata - Kōta |

## Économie
La préfecture d'Aichi est un grand centre industriel du Japon et constitue plus particulièrement le centre industriel de la région du Chūbu. Son industrie principale est la construction automobile. Toyota y est l'une des plus grandes entreprises.
Industries du département (statistiques nationales pour l’exercice fiscal 2002) :
- no 1, pour la production de bois (volume en sortie d’usine de débit de bois et produits dérivés du bois) ;
- no 1, pour le chiffre d’affaires de produits manufacturés en sortie d’usine ;
- no 1, pour le chiffre d’affaires commercial ;
- no 5, pour le chiffre d’affaires pour la production agricole brute.

## Histoire

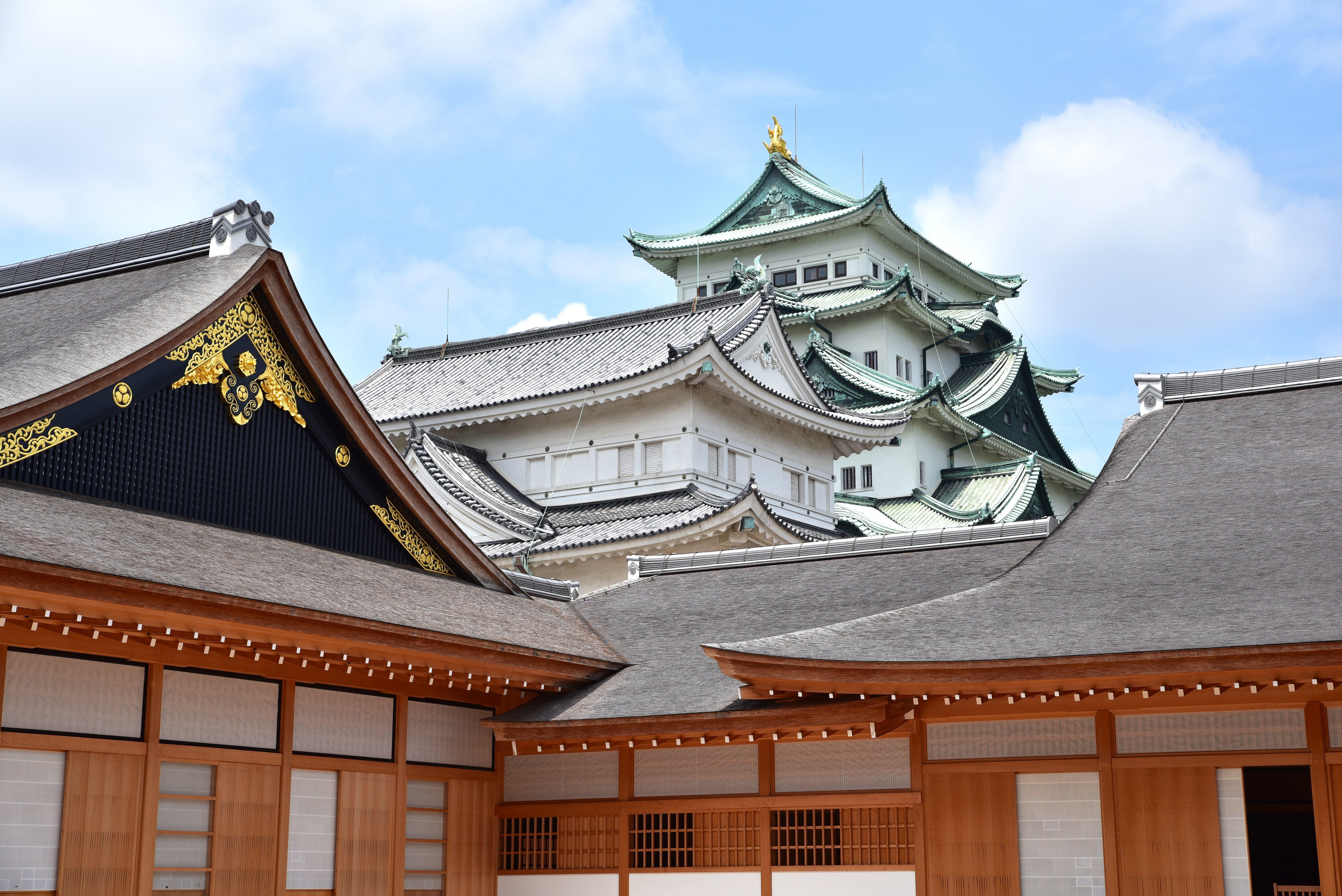
Donjon du château de Nagoya.

À l'époque protohistorique et antique japonaise (périodes Yayoi et Yamato), la région était à l'origine organisées en trois districts, Owari, Mikawa et Ho. La réforme de Taika les réorganise pour former les deux provinces d'Owari et de Mikawa, subdivision qui persistera jusqu'à la révolution Meiji au XIXe siècle. Riches, constituées d'importantes plaines au centre géographique de l'île de Honshū et servant donc de carrefour culturel et économique entre les parties orientales et occidentales du Japon, elles ont revêtu un aspect hautement stratégique (d'où le développement d'un important réseau castral, le plus ancien du Japon à avoir survécu aux tremblements de terre ou aux guerres, datant du XVe siècle, se trouvant à Inuyama, dominant la plaine de Nōbi et la Kiso-gawa). Plusieurs célèbres daimyōs y sont nés : Oda Nobunaga et Toyotomi Hideyoshi pour la première, Tokugawa Ieyasu pour la seconde.
Ce dernier, devenu shōgun en 1602, en fait d'ailleurs l'un des éléments centraux de l'organisation du pays sous le bakufu d'Edo, en confiant une bonne partie de la province d'Owari à son fils en tant que domaine et en forçant les seigneurs locaux à participer au déplacement de sa capitale de Kiyosu à Nagoya autour d'une imposante forteresse reconstruite en 1612 sur l'emplacement d'un premier fort datant du début du XVIe siècle. Bien que détruit lors de la Seconde Guerre mondiale, ce château fut ensuite restauré à l'identique en 1959 et reste l'un des meilleurs exemples d'architecture militaire de l'époque d'Edo. Quoi qu'il en soit, situé sur la route Tōkaidō pratiquement à mi-chemin entre Edo et Kyoto, ce nouveau centre provincial prospère durant le shogunat Tokugawa ce qui lui vaut le surnom de « capitale du Centre » (中京, Chūkyō). La province de Mikawa est divisée quant à elle entre daimyōs ayant servi les Tokugawa avant leur accession au shogunat.

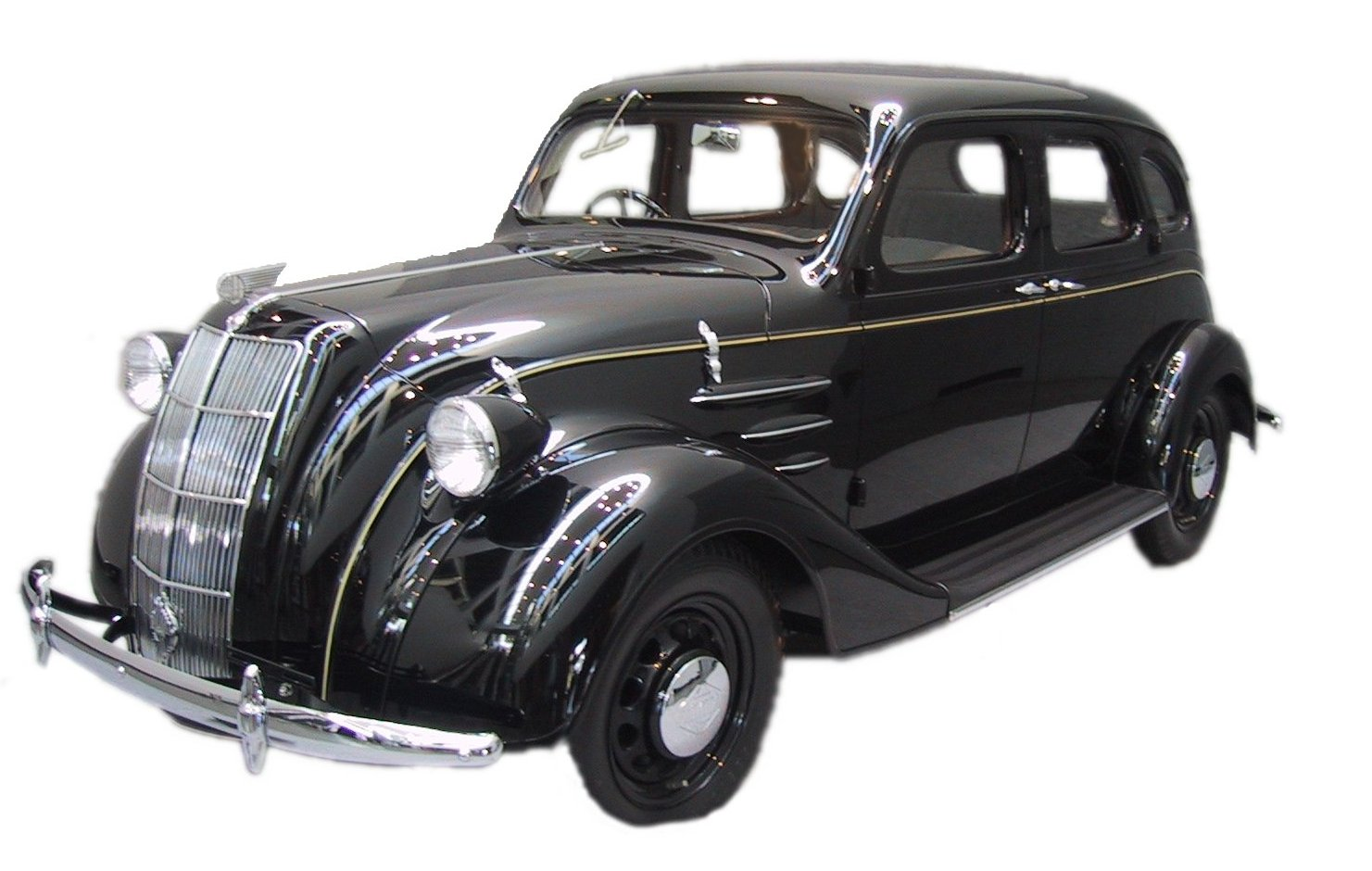
La Toyota AA, premier modèle construit par les usines Toyota.

En 1871, les han sont abolis et les préfectures créées. La province d'Owari réunie à Inuyama mais sans la péninsule de Chita devient la préfecture de Nagoya. La province de Mikawa pour sa part est initialement divisée en dix préfectures, puis unifiée immédiatement en tant que préfecture de Nukata. En avril 1872, celle de Nagoya prend le nom définitif d'Aichi et absorbe en novembre de la même année celle de Nukata pour donner naissance à l'actuelle préfecture.
.

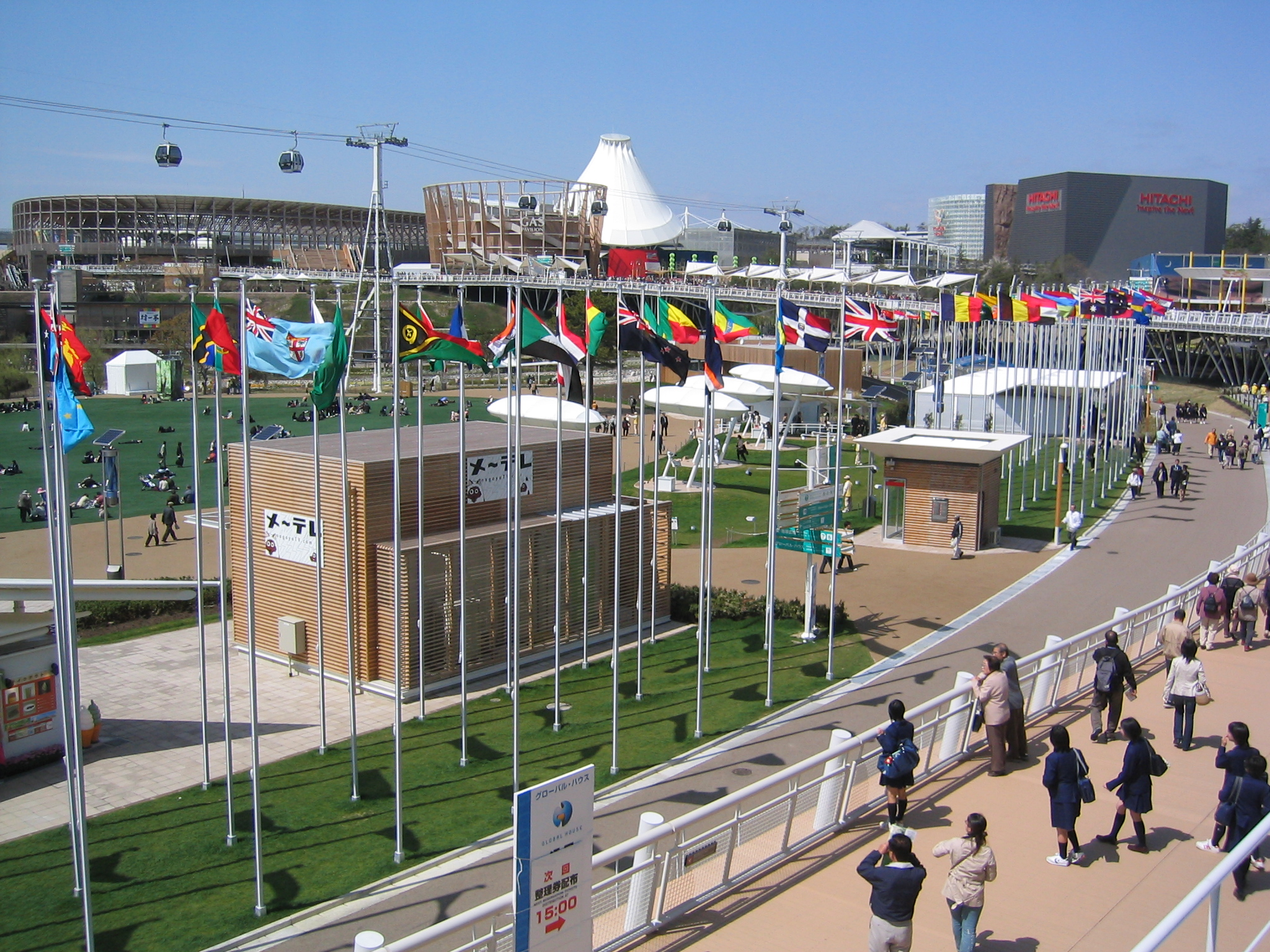
Expo 2005

Déjà important centre commercial durant l'époque d'Edo, Nagoya et plus généralement Aichi tirent profit de l'industrialisation à pas forcé de l'ère Meiji, notamment dans la construction mécanique et le textile (la soie fait la fortune de l'ancienne province de Mikawa, notamment du bourg de Koromo, jusqu'à la fin de l'ère Taishō). Mais la région ne connaît de réelle prospérité économique que durant la Seconde Guerre mondiale puis la période du miracle économique des années 1960 et 1970. Il devient alors l'un des piliers de la réussite industrielle du pays en concentrant tout particulièrement les activités de construction automobile, devenant la Motor City japonaise. Le point de départ est marqué par la fondation en 1937 par Kiichiro Toyoda de la Toyota Motor Corporation par reconversion de l'entreprise familiale de fabrication de métiers à tisser. Cette compagnie a par la suite acquis un tel rôle emblématique dans la région que sa ville d'implantation, l'ancien bourg de Koromo, adopte le nom de Toyota en 1959.
Bien que durement touchée par la crise générale et structurelle de l'économie née de l'éclatement de la bulle spéculative japonaise à la fin des années 1980, elle a connu un regain de prospérité dans les années 2000, du moins jusqu'à la crise économique mondiale de 2008-2009. De nouvelles industries s'y sont développées, notamment dans les domaines de l'aéronautique et de l'aérospatiale, du transport ferroviaire, ou de la robotique. En 2005, une Exposition universelle s'est tenue du 25 mars au 25 septembre dans la préfecture, avec pour thème « La sagesse de la nature ». Sont inaugurés à cette occasion l'aéroport international du Chūbu qui devient la principale plateforme aérienne du centre du Japon, ou encore la ligne de train à sustentation magnétique, ou Maglev, du Linimo qui dessert la banlieue de Nagoya.
En octobre 2010, dans le cadre du « Plan stratégique pour la diversité biologique 2011-2020 » pour la planète ont été adoptés les « Objectifs d’Aichi » au nombre de vingt.

## Démographie
|  | 363 |

|  | 366 |

|  | 361 |

|  | 376 |

|  | 453 |

|  | 527 |

|  | 617 |

|  | 529 |

|  | 457 |

|  | 420 |

|  | 489 |

|  | 545 |

|  | 493 |

|  | 390 |

|  | 317 |

|  | 232 |

|  | 257 |

## Jumelages
La préfecture d'Aichi est jumelée avec les municipalités ou régions suivantes :
- Jiangsu (Chine) depuis le 28 juillet 1980 ;
- Victoria (Australie) depuis le 2 mai 1980.
- Région Rhône-Alpes